# ابن الوليد القمي
ابن الوليد القمي رجل دين شيعي من مشايخ الصدوق.

## سيرته
اسمه محمد بن الحسن بن أحمد بن الوليد أبو جعفر القمي. مات سنة ثلاث وثلاثين وأربعمائة.

## رواياته
ممن روى عنهم: الحسن بن متيل الدقاق، سعد بن عبد الله الأشعري، عبد الله بن جعفر الحميري، محمد بن الحسن الصفار، أحمد بن إدريس، أحمد بن محمد، الحسين بن الحسن بن أبان، محمد بن يحيى أبو جعفر العطار.
ممن رووا عنه: الصدوق وهو أبرزهم، محمد بن أحمد بن داود، أبو الحسين بن أبي جيد القمي، وأحمد أبو الحسن ابنه، وجعفر بن محمد بن قولويه أبو القاسم.
الجرح والتعديل : النجاشي: شيخ القميين، وفقيههم، ومتقدمهم، ووجههم. ثقة ثقة، عين، مسكون إليه ، الطوسي: جليل القدر، عارف بالرجال، موثوق به. وقال: جليل القدر، بصير بالفقه، ثقة. وقال تلميذه الصدوق: وأما خبر صلاة يوم غدير خم والثواب المذكور فيه لمن صامه فإن شيخنا محمد بن الحسن كان لا يصححه ويقول : إنه من طريق محمد بن موسى الهمداني وكان كذاباً غير ثقة وكل ما لم يصححه ذلك الشيخ ولم يحكم بصحته من الأخبار فهو عندنا متروك غير صحيح العلامة الحلي: أبو جعفر شيخ القميين و فقيههم و متقدمهم و وجههم ، ابن شهر آشوب : جليل، من كتبه كتاب الجامع، التفسير‌

## من كتبه
- تفسير القرآن.
- فهرست الرجال.
- الجامع.[1][9]